# Rai 3
Rai 3 è il terzo canale televisivo della Rai, l'azienda pubblica italiana concessionaria in esclusiva del servizio pubblico radiotelevisivo in Italia.
Ha iniziato ufficialmente le proprie trasmissioni nel 1979 con il nome di Terza Rete. In passato era nota anche come Rete 3 e in seguito come Rai Tre.
Il canale è di tipo generalista e propone una programmazione improntata all'approfondimento giornalistico, alla cultura e al sociale, caratterizzata da ampi spazi dedicati alle autonomie locali italiane.

## Storia

### La Terza Rete inaugura le proprie trasmissioni
La Terza Rete televisiva, prevista dalla riforma della RAI del 1975, avviò le sue trasmissioni regolari alle ore 18:30 del 15 dicembre 1979, dopo oltre un anno di sperimentazioni. La trasmissione inaugurale fu presentata dalla giovane attrice Fabiana Udenio, mentre Loretta Goggi, pur non apparendo direttamente in video, fu simbolicamente la madrina della rete, comparendo sulla copertina del Radiocorriere TV del dicembre di quell'anno.
Inizialmente, il segnale raggiungeva soltanto i capoluoghi di regione e il 45% della popolazione italiana. La programmazione si estendeva per circa tre ore al giorno, con contenuti prevalentemente culturali come spettacoli teatrali, opere liriche, inchieste e programmi del Dipartimento Scuola Educazione, senza la presenza di spazi pubblicitari. Successivamente, la durata della programmazione aumentò fino a cinque o sei ore giornaliere e, a partire dal 7 marzo 1983, furono introdotti gli spazi pubblicitari.
Il primo direttore della rete fu Giuseppe Rossini, affiancato dai vicedirettori Dario Natoli e Ernesto Mazzetti. Il TG3, telegiornale della rete, aveva un'unica edizione serale di 30 minuti e dipendeva da venti redazioni regionali, che fungevano da terminali anche per gli altri telegiornali e per il giornale radio. La direzione del TG3 fu affidata a Biagio Agnes, coadiuvato da Sandro Curzi e dai vicedirettori Alberto La Volpe e Orazio Guerra.
La Terza Rete si avvaleva ampiamente della tecnologia di Registrazione video magnetica (RVM) e trasmetteva dieci minuti di informazione nazionale seguiti da venti minuti di notizie regionali. La redazione nazionale disponeva anche di due spazi settimanali per approfondimenti e sport, con la collaborazione di Cesare Viazzi e Aldo Biscardi. Quest'ultimo, nel 1980, inaugurò il programma Il processo del lunedì, il più longevo talk show sportivo della televisione italiana.
Il 2 ottobre 1983, la rete cambiò denominazione in Rai 3, in seguito alla nascita di Rete 4, per evitare confusione con le emittenti private. Contestualmente, fu introdotto un nuovo logo, un tetraedro verde, rimasto in uso fino al 23 ottobre 2000.
Tra i programmi culturali trasmessi in questo periodo si ricordano Delta, dedicato alla divulgazione scientifica, e La magnifica ossessione, programma sulla storia del cinema condotto da Enrico Ghezzi e Irene Bignardi.

### La riforma del 1988
Nel 1988, a seguito della riforma che uniformò la programmazione di Rai 3 a quella degli altri due canali Rai, il TG3 fu suddiviso in due testate indipendenti. Da un lato, il TG3 divenne una testata nazionale, acquisendo lo stesso status del TG1 e del TG2; dall'altro lato, venne istituita una nuova testata autonoma, la Testata Giornalistica Regionale (Rai Regione), incaricata di gestire tutte le redazioni giornalistiche regionali, con la responsabilità dei telegiornali e dei giornali radio locali.
Nel 1987, con l'arrivo di Angelo Guglielmi alla direzione, affiancato dal vicedirettore Stefano Balassone, e di Sandro Curzi alla guida del TG3, la gestione della rete e della testata passò dalla Democrazia Cristiana (DC) al Partito Comunista Italiano (PCI). Questo cambio di controllo avvenne in concomitanza con l'approvazione del decreto Berlusconi e segnò la definitiva separazione tra la testata nazionale e quella regionale.
Sotto la direzione di Guglielmi, Rai 3 conobbe un periodo di grande successo, sia in termini di ascolti, grazie all'equiparazione con le altre due reti Rai, sia per la nascita di programmi innovativi e l'affermazione di nuovi volti. Tra i programmi di spicco, si ricordano Telefono giallo (1987-1992), condotto da Corrado Augias, che indagava sui maggiori casi di cronaca irrisolti; Chi l'ha visto?, in onda dal 1989 e condotto da Donatella Raffai e Paolo Guzzanti, che riprendeva il format della rubrica Dove sei? di Portobello; Fuori orario. Cose (mai) viste, un contenitore di cinema d'essai; Schegge, una striscia notturna di materiali di repertorio Rai; e Blob, trasmissione satirica ideata da Enrico Ghezzi e Marco Giusti, che montava in modo ironico e critico la giornata televisiva.
Durante la gestione di Guglielmi, Rai 3 divenne un laboratorio per la satira televisiva, lanciando programmi come La TV delle ragazze, Scusate l'interruzione, Avanzi, Maddecheaò e Tunnel, che resero celebri comici come Corrado e Sabina Guzzanti, Angela Finocchiaro, Francesca Reggiani, Cinzia Leone e molti altri. Anche Cinico TV, una surreale e cinica trasmissione di Ciprì e Maresco, trovò spazio in questo contesto. Piero Chiambretti si affermò con programmi come Va' pensiero, Complimenti per la trasmissione e Il portalettere, in cui offriva una comicità pungente, come dimostrato dalla celebre intervista al presidente della Repubblica Francesco Cossiga durante lo scandalo Tangentopoli.
Rai 3 si distinse anche per le sue trasmissioni di servizio pubblico, come Mi manda Lubrano (poi Mi manda Raitre), dedicata alla difesa dei consumatori e condotta da Antonio Lubrano, e Samarcanda (1988-1993), condotta da Michele Santoro, seguita da Il rosso e il nero e Tempo reale, sempre a cura di Santoro. La rete fu pioniera anche nella TV-verità, con programmi come Un giorno in pretura (dal 1988), che documentava veri processi penali.
Sul fronte culturale e divulgativo, Rai 3 propose programmi in collaborazione con il Dipartimento Scuola Educazione, come Il circolo delle 12, Parlato semplice e vari documentari, caratterizzati dalla dicitura DSE sopra il logo del canale.

### Gli anni Novanta
Un programma di servizio di genere psicologico, in collaborazione col Teatro Stabile di Torino, che Laura Carassai su La Stampa definì il successo teatral-televisivo di fine anno, è Da Storia nasce Storia (1991) ideato e condotto da Ottavio Rosati con cui la Rai realizza un progetto già tentato negli anni cinquanta in Francia con Roberto Rossellini e Jacob Levi Moreno, padre dello psicodramma. Guglielmi dichiarerà a proposito: «il programma di Rosati mi sembra una faccenda complicata però lo psicodramma funziona in TV perché parla della vita della gente».
Non mancano programmi leggeri come La piscina con Alba Parietti, che fa capolino nel 1991 nella seconda serata della terza rete.
Nel 1993 nasce un'altra storica trasmissione della Rai, Quelli che... il calcio, che segna l'affermazione definitiva di Fabio Fazio. Con tale programma viene rivoluzionato il modo di proporre il calcio in TV, in un miscuglio tra l'approfondimento sportivo e il varietà; la trasmissione andrà in onda con successo fino alla primavera 1998 per poi trasferirsi dall'autunno dello stesso anno su Rai 2, dove andrà in onda fino al 2021.
Altro programma nato sotto la direzione di Guglielmi è Ultimo minuto, in onda il sabato sera dal 1993 al 1998 e condotto da Simonetta Martone e Maurizio Mannoni: la trasmissione è stata in Italia l'antesignana di programmi odierni come Real TV, Alive, etc. Sempre durante la direzione Guglielmi, la rete ospitò l'ultimo spettacolo di Franco e Ciccio con Avanspettacolo, lo spettacolo di Adriano Celentano Svalutation, che totalizzò oltre 13 milioni di telespettatori, e lo storico talk Harem condotto da Catherine Spaak, che nel frattempo veniva inaugurato il Televideo Regionale della terza rete Rai.
Nel 1994 Rai 3 vide l'arrivo alla direzione di Luigi Locatelli, ex direttore di Rai 2. Durante la sua direzione, la rete ha visto l'arrivo de La Domenica Sportiva e di Stadio Sprint, che vi sono rimaste fino al 1998; per il resto non varierà radicalmente la programmazione ideata dal suo predecessore.
Nel 1997, dopo soli due anni, la rete passa nelle mani di Giovanni Minoli, già direttore di Rai 2 e storico conduttore di Mixer. Proprio quest'ultimo programma approda sulla terza rete, insieme all'ex inviata Milena Gabanelli che darà vita a Report, evoluzione di Professione Reporter già in onda sulla seconda rete e condotto dalla stessa Gabanelli.
Sempre nel 1997 Michele Santoro lasciò Rai 3 e l'azienda pubblica, accusandola (insieme al presidente Enzo Siciliano) di averlo maltrattato.
Durante la direzione Minoli la rete vide l'arrivo in prima serata di Elisir di Michele Mirabella e il debutto di Maastricht Italia con Alan Friedman, La grande storia, Per un pugno di libri e della soap opera Un posto al sole.
Minoli abbandona l'incarico a giugno 1998, dopo la decisione di sostituirlo con Francesco Pinto (sostituzione che avvenne anche a RaiUno). Con il suo sollevamento dall'incarico chiude definitivamente Mixer e si dimette anche il direttore generale Franco Iseppi.
Nello stesso anno Quelli che il calcio lascia Rai 3 insieme al suo conduttore Fabio Fazio per passare su Rai 2. Anche Serena Dandini lascia la terza rete.
Nel 1998 Francesco Pinto prende le redini della rete. Con la ristrutturazione del 1998, Rai 3 fu indirizzata a un'offerta più di servizio e meno schierata, anche in vista della possibile creazione di una rete priva di pubblicità, finanziata dal solo canone (come prevedono due sentenze della Corte costituzionale datate 1996 e 2003, entrambe però disattese).
Sempre nel 1998, nella fascia prima occupata da Quelli che il calcio, debutta la trasmissione domenicale dedicata ai viaggi Alle falde del Kilimangiaro. Nella fascia oraria notturna e di prima mattina, invece, trova spazio il simulcast del neonato canale all-news Rai News 24, che prende il posto del TG3 Mattino. Viene lanciata la rubrica tecnologica Neapolis, curata dalla redazione regionale della Campania e condotta da Antonello Perillo.

### Gli anni Duemila
Dal 2000, inoltre, nella programmazione di Rai 3 ci fu la creazione di spazi per bambini e ragazzi: di conseguenza arrivò da Rai Uno il GT Ragazzi, e l'anno prima debuttò la trasmissione Melevisione, dedicata prettamente a un pubblico prescolare.
Sempre nel 2000, in prima serata arrivò la fiction poliziesca La squadra ambientata nel quartiere periferico a Napoli e rimase in onda per 8 stagioni.
Dal 15 settembre al 2º ottobre 2000 Rai 3 viene designata come rete olimpica per trasmettere i Giochi della XXVII Olimpiade, disputati a Sydney (Australia), dedicando la quasi totalità del palinsesto.

### La staffetta Ruffini-Di Bella
Nel 2002 viene chiamato a dirigere la rete Paolo Ruffini, ex direttore di Rai Radio 1 e del Giornale Radio Rai. Con Ruffini debuttano il talk-show Ballarò e il programma satirico Il caso Scafroglia, che segna il ritorno di Corrado Guzzanti sulla terza rete Rai; nello stesso periodo, però, viene definitivamente cancellato Harem.
Nel 2003 debutta Che tempo che fa, condotto da Fabio Fazio, affiancato da Ilary Blasi prima e Filippa Lagerbäck poi, che dopo un inizio in sordina riuscirà a ottenere un grande successo, divenendo così appuntamento stabile del weekend.
Report viene promosso in prima serata sempre la domenica e Sabina Guzzanti ritorna con Raiot - Armi di distrazione di massa, sospeso dopo appena una puntata su decisione della Rai; tale atto verrà interpretato come una censura nei confronti dell'attrice comica. Debutta il programma Super Senior, unico reality show della storia della terza rete che non si rivela un successo.
Nell'autunno 2004 ritorna Serena Dandini con Parla con me, inizialmente in onda la domenica. Piero Marrazzo, candidatosi a presidente del Lazio, lascia il timone di Mi manda Raitre ad Andrea Vianello, conduttore di Enigma. Federica Sciarelli lascia il TG3 per condurre Chi l'ha visto? (di cui dal 2009 è anche autrice) al posto di Daniela Poggi.
L'anno successivo, Lucia Annunziata, dopo la parentesi alla presidenza Rai, conduce per la prima volta In ½ h, programma d'approfondimento politico in onda la domenica alle 14:30 per mezz'ora, come da titolo. Enrico Bertolino approda con Glob - L'osceno del villaggio in seconda serata.
Nel 2006 debuttano Terzo pianeta, sostituto di Gaia - Il pianeta che vive, e il programma per ragazzi Trebisonda.
L'anno dopo è la volta di Amore criminale, condotto da Camila Raznovich, e del ritorno, dopo cinque anni d'assenza, di Enzo Biagi con RT Rotocalco Televisivo.
Nel 2008 Paola Cortellesi approda con il suo one-woman show Non perdiamoci di vista, che non avrà fortuna anche a causa della forte concorrenza in quella fascia oraria. Primo Piano del TG3 viene sostituito da Linea Notte e Parla con me passa in seconda serata dal martedì al venerdì. Sempre lo stesso anno debuttò la fiction poliziesca spin-off de La squadra La nuova squadra ambientata nel commissariato Spaccanapoli di Napoli.
Dal 1º febbraio 2009 prende il via Presa diretta, trasmissione d'inchiesta condotta da Riccardo Iacona che si alterna con Report.
Il 25 novembre seguente il CdA della Rai nomina Antonio Di Bella, già direttore del TG3, a nuovo direttore di rete al posto di Paolo Ruffini; dal nuovo direttore furono applicati cambiamenti radicali: dall'autunno 2010 chiusero programmi storici come Mi manda Raitre, Ulisse, Per un pugno di libri, la rubrica del TGR Neapolis, Cominciamo bene (che da quel momento in poi andò in onda solo nella stagione estiva); i programmi per ragazzi (GT Ragazzi, Trebisonda e Melevisione) a partire dall'11 settembre 2010 vennero chiusi o trasferiti su Rai Gulp e Rai YoYo. Anche il day-time viene rinnovato: le prime novità sono Agorà, condotto da Andrea Vianello, e il talk di Michele Mirabella Apprescindere. La fascia pomeridiana è interamente occupata da Geo & Geo che ha così esteso la sua durata, partendo alle 16:00 e concludendosi poco prima del TG3; si è proceduto alla suddivisione in due parti, la prima condotta da Massimiliano Ossini e la seconda da Sveva Sagramola. Il sabato pomeriggio vede, invece, l'arrivo di una nuova trasmissione ideata e guidata dai conduttori radiofonici di Caterpillar. In seconda serata, invece, arriva Gene Gnocchi con L'almanacco del Gene Gnocco in sostituzione di Glob.
Di Bella mantiene l'incarico fino all'8 giugno 2010, all'indomani della causa vinta da Paolo Ruffini nei confronti della Rai riguardo al suo sollevamento dall'incarico, giustificato solo da motivazioni politiche. Ruffini non stravolge il palinsesto ideato da Di Bella, a parte il mantenimento del GT Ragazzi e il reinserimento di Per un pugno di libri.
L'8 novembre 2010 esordisce la trasmissione Vieni via con me: la prima puntata registra 7.623.000 telespettatori con uno share del 25,48%, vincendo la serata contro il Grande Fratello e segnando il record d'ascolto degli ultimi dieci anni per la rete. Settimana dopo, Il 15 novembre 2010, con la seconda puntata del programma, la rete registra il suo ascolto più alto di sempre, superando i 9 milioni di spettatori e il 30% di share. Tale record viene bissato il 22 novembre 2010 con la terza puntata dello show, che registra 9.677.000 telespettatori e uno share del 31,60%. Nonostante l'enorme successo ottenuto, il programma non viene rinnovato dalla Rai (secondo Saviano perché non gradito al centro-destra) per la stagione successiva e il programma trasloca su LA7 con il nuovo titolo Quello che (non) ho.
Nel marzo 2011 parte Potere, programma d'approfondimento politico di Lucia Annunziata; a fine stagione, quest'ultima, per dissidi con Ruffini, decide di non voler rinnovare il contratto con la rete e di concludere la sua esperienza lavorativa con la rete, salvo un successivo chiarimento. Il 29 aprile torna Mi manda Raitre, stavolta guidato da Edoardo Camurri.
Il 6 agosto successivo viene reso noto il passaggio di Ruffini alla direzione di LA7, lasciando Rai 3 a partire dal 10 ottobre. Nonostante un'iniziale riconferma nei palinsesti della nuova stagione, alla fine Parla con me non viene rinnovato, non senza polemiche tra la Dandini, che lascia la Rai, e i vertici aziendali.
In seconda serata la domenica debutta Sostiene Bollani, condotto da Stefano Bollani e Caterina Guzzanti. Per ultimo, il GT Ragazzi passa su Rai Gulp e sotto la gestione della struttura Rai Ragazzi.
Il 28 settembre 2011 la Rai torna nuovamente Antonio Di Bella alla direzione di Rai 3; nello stesso giorno viene reso noto che anche Passepartout non sarebbe stato rinnovato per la nuova stagione, segnando così un'ennesima perdita per il palinsesto della terza rete Rai; il neodirettore ha dichiarato in un'intervista a Rai Radio 2 di voler reintrodurre gli appuntamenti di Daverio e di Dandini (quest'ultima, però, il 14 ottobre ufficializza il suo passaggio a LA7).
Per la prima volta nella storia del programma e della rete che lo ospita, Blob lascia il posto per circa un mese (dal 14 novembre al 16 dicembre 2011) al programma La crisi. In ½ h. La trasmissione di Ghezzi continua comunque ad andare in onda ma dopo il talk di Lucia Annunziata. Il 30 novembre chiude nuovamente Mi manda Raitre a causa di un crollo di ascolti, scesi fino al 2,84% di share.
L'8 gennaio 2012 Veronica Pivetti esordisce alla conduzione di Per un pugno di libri e Philippe Daverio torna con Il Capitale. Il 10 gennaio torna anche Enrico Bertolino in seconda serata con Glob Spread. Dal 21 gennaio la rete vede l'arrivo di un nuovo programma di divulgazione scientifica dal titolo Nanuk - Prove d'avventura con Davide Demichelis e Caterina Guzzanti. A marzo Luisella Costamagna, proveniente su LA7, conduce in prima serata Robinson mentre Fabio Volo debutta in seconda serata con Volo in diretta.
Il 24 marzo parte una nuova edizione di Amore criminale, stavolta condotto da Luisa Ranieri (in quanto Raznovich è passata a LA7).
La stagione successiva (2012-2013) vede alcuni ritorni e qualche novità: il 3 settembre inizia Il viaggio con Pippo Baudo e il 24 settembre è la volta di Codice a barre, programma di inchiesta e approfondimento in onda dal lunedì al venerdì nella tarda mattinata con Elsa Di Gati. Amore criminale viene promosso nella prima serata del venerdì e la puntata del sabato di Che tempo che fa viene trasferita al lunedì in prima serata, con la presenza fissa di Roberto Saviano, dal titolo Che tempo che fa del lunedì; resta invariato l'appuntamento domenicale.

### La direzione Vianello
Il 29 novembre 2012, su proposta del direttore generale Luigi Gubitosi, Andrea Vianello viene nominato nuovo direttore di rete, succedendo a Di Bella.
Viene riconfermato Glob di Enrico Bertolino, che torna in seconda serata con tre appuntamenti settimanali (Glob Porcellum martedì e mercoledì, Glob Therapy il venerdì). Vi sono alcuni nuovi programmi: due di questi sono Metropoli, in prima serata, condotto da Valerio Massimo Manfredi, e in seconda serata Il giallo e il nero, condotto da Cesare Bocci alla sua prima esperienza televisiva.
Il 3 marzo prende il via, in seconda serata, Gazebo, con la conduzione di Diego Bianchi. Il giorno successivo, dopo la nomina di Vianello alla guida di Rai 3, a succedergli alla conduzione di Agorà è Gerardo Greco. Il 18 marzo esordisce in seconda serata NeriPoppins, nuovo programma di Neri Marcorè. Il 3 maggio Barbara De Rossi conduce un nuovo ciclo di Amore criminale. Il 13 maggio, invece, esordisce in seconda serata I dieci comandamenti di Domenico Iannacone. A giugno parte La guerra dei mondi, talk in prima serata di David Parenzo.
Il 26 settembre 2012 iniziano le trasmissioni della versione HD di Rai 3, in contemporanea con quelle di Rai 1 e Rai 2, seppur inizialmente disponibili solo sulla piattaforma satellitare Tivùsat.
A febbraio 2014, oltre al ritorno di Per un pugno di libri stavolta collocato al sabato pomeriggio, debutta in seconda serata Stelle nere.
Il 6 maggio parte in seconda serata Nemico pubblico di Giorgio Montanini che, mediante l'uso di candid camera e con una comicità "politicamente scorretta", affronta temi forti di carattere sociale. L'8 maggio prende il via in seconda serata Quel gran pezzo dell'Italia, programma storico-culturale condotto da Riccardo Bocca sui cambiamenti sociali dell'Italia.
Il 10 gennaio 2015 sbarca in prima visione in chiaro Gomorra - La serie, in onda al sabato in seconda serata. La fascia di prima serata del sabato, invece, a partire da febbraio è occupata dalla trasmissione Scala Mercalli del meteorologo e climatologo Luca Mercalli.
Il 27 marzo esordisce in prima serata D-Day. I giorni decisivi di Tommaso Cerno, programma in quattro puntate «per rileggere i momenti cruciali e gli aspetti meno noti del secondo conflitto mondiale».
Il 31 marzo prende il via la striscia serale #TreTre3, dedicata al materiale di repertorio di Rai 3.
In occasione dell'Expo 2015, precisamente dal 1º giugno al 4 settembre, è andato in onda The cooking show - Il mondo in un piatto condotto dalla food blogger Lisa Casali.

### La direzione Bignardi
Il 18 febbraio 2016 Daria Bignardi assume la direzione di Rai 3. Tra i suoi primi atti vi è la rinuncia al format Sconosciuti - La nostra personale ricerca della felicità, collocato in access prime time tra Blob e Un posto al sole, e la chiusura definitiva de Il processo del lunedì. Bignardi, inoltre, cancella anche Ballarò, sostituendolo con il talk Politics, condotto da Gianluca Semprini, ex conduttore di Sky TG24, che chiuse qualche mese dopo a causa dei bassi ascolti; Mi manda Raitre, oltre al consueto appuntamento quotidiano, ne aggiunge uno serale, entrambi condotti da Salvo Sottile che debutta così sul terzo canale.
Alle 11:10 debutta il programma Tutta salute, che inizialmente affianca Elisir per poi sostituirlo definitivamente; al TG3 delle 12:00 segue la striscia quotidiana di Chi l'ha visto? dal titolo Chi l'ha visto? 12:25. Alle 12:45 torna Corrado Augias con Quante storie al posto di Concita De Gregorio e del suo Pane quotidiano.
Tra le altre novità vi è il rilancio di Rischiatutto con Fabio Fazio; quest'ultimo, inoltre, condurrà Che tempo che fa solo la domenica sera insieme a Che fuori tempo che fa, mentre al sabato sera debutta Massimo Gramellini con lo spin-off Le parole della settimana. Al lunedì sera vengono riconfermati Presa diretta e Report. Gad Lerner, dopo più di vent'anni, ritorna sulla terza rete con Islam, Italia. Dopo Blob, nella stessa fascia segue dal martedì al venerdì la striscia quotidiana Gazebo #social news, spin-off di Gazebo, il quale cambia collocazione e passa alla seconda serata del venerdì; Queste novità sono accompagnate da un cambio d'immagine grafica che, dal 12 settembre, coinvolge la terza rete oltre a Rai 1, Rai 2 e Rai 4.
Agorà esordisce dal 10 gennaio con quattro puntate speciali dal titolo Duemiladiciassette e #cartabianca aggiunge una versione serale, a partire dal 21 febbraio, in onda in prima serata ogni martedì alle 21:15.

### La direzione Coletta
Il 25 luglio 2017 Daria Bignardi lascia la direzione di Rai 3; a succederle sarà Stefano Coletta, già vicedirettore della rete.
Il 15 dicembre 2019, in occasione del quarantesimo compleanno della rete, viene mandata in onda una puntata speciale del programma La grande storia.

### Le direzioni Calandrelli e Di Mare
Il 14 gennaio 2020, in seguito alla promozione di Coletta alla direzione di Rai 1, arriva Silvia Calandrelli, già vicedirettrice di Rai 3 e direttrice di Rai Cultura. Sotto la sua gestione, che coincide in buona parte con il periodo di emergenza per la pandemia di COVID-19, la rete viene compresa nell'offerta La scuola non si ferma, promossa dalla stessa Rai e dal Ministero dell'istruzione nell'ambito della didattica a distanza.
Dopo soli quattro mesi, il 15 maggio dello stesso anno a prendere il posto di Calandrelli viene nominato Franco Di Mare, già vicedirettore di Rai 1.
Dal 19 dicembre 2020, tutte le versioni regionali di Rai 3 sono disponibili anche sulla piattaforma satellitare Tivùsat.

### Dalla stagione 2022-2023
Dal 30 gennaio 2023 il canale è visibile anche tramite l'applicazione Sky Go su smartphone, tablet e PC.
Dal 17 marzo 2023 viene eliminata la versione nazionale in SD per lasciare spazio a Rai News 24 HD.
Dopo circa quarant'anni di carriera all'interno della Rai, Fazio approda dall'autunno del 2023 con Luciana Littizzetto all'interno del gruppo Warner Bros. Discovery Italia.
Dopo diciotto edizioni, il 25 maggio 2023, la conduttrice del programma Mezz'ora in più, Lucia Annunziata, lascia l'azienda.
La stagione 2023-2024, iniziata l'11 settembre 2023, vede delle novità: l'arrivo di Roberto Inciocchi alla conduzione di Agorà, l'arrivo di Monica Maggioni alla conduzione di Mezz'ora in più e il ritorno al nome storico della trasmissione, In mezz'ora, il nuovo programma Avanti popolo con Nunzia De Girolamo in prima serata in sostituzione di Cartabianca, passato su Rete 4, e il programma Il palio d'Italia con Angela Rafanelli.

## Versioni regionali
| Logo | Nome                              | LCN    | LCN     | LCN | Streaming | Streaming | Area geografica |
| Logo | Nome                              | DTT    | Tivùsat | Sky | RaiPlay   | Rai TV+   | Area geografica |
| ---- | --------------------------------- | ------ | ------- | --- | --------- | --------- | --------------- |
|      | Rai 3 TGR Abruzzo                 | 3, 816 | 316     | No  | No        | Si        | Centro-Sud      |
|      | Rai 3 TGR Alto Adige              | 3, 806 | 306     | No  | No        | Si        | Nord-Est        |
|      | Rai 3 TGR Basilicata              | 3, 820 | 320     | No  | No        | Si        | Sud             |
|      | Rai 3 TGR Calabria                | 3, 821 | 321     | No  | No        | Si        | Sud             |
|      | Rai 3 TGR Campania                | 3, 818 | 318     | No  | No        | Si        | Sud             |
|      | Rai 3 TGR Emilia-Romagna          | 3, 811 | 311     | No  | No        | Si        | Nord-Est        |
|      | Rai 3 FVG (Friuli Venezia Giulia) | 3, 809 | 309     | No  | No        | Si        | Nord-Est        |
|      | Rai 3 Bis                         | 3, 810 | 310     | No  | No        | Si        | Nord-Est        |
|      | Rai 3 TGR Lazio                   | 3, 815 | 315     | No  | No        | Si        | Centro          |
|      | Rai 3 TGR Liguria                 | 3, 803 | 303     | No  | No        | Si        | Nord-Ovest      |
|      | Rai 3 TGR Lombardia               | 3, 804 | 304     | No  | No        | Si        | Nord-Ovest      |
|      | Rai 3 TGR Marche                  | 3, 813 | 313     | No  | No        | Si        | Centro          |
|      | Rai 3 TGR Molise                  | 3, 817 | 317     | No  | No        | Si        | Sud             |
|      | Rai 3 TGR Piemonte                | 3, 802 | 302     | No  | No        | Si        | Nord-Ovest      |
|      | Rai 3 TGR Puglia                  | 3, 819 | 319     | No  | No        | Si        | Sud             |
|      | Rai 3 TGR Sardegna                | 3, 822 | 322     | No  | No        | Si        | Sud             |
|      | Rai 3 TGR Sicilia                 | 3, 823 | 323     | No  | No        | Si        | Sud             |
|      | Rai 3 TGR Toscana                 | 3, 812 | 312     | No  | No        | Si        | Centro          |
|      | Rai 3 Südtirol                    | 3, 808 | 308     | No  | No        | Si        | Nord-Est        |
|      | Rai 3 TGR Trentino                | 3, 807 | 307     | No  | No        | Si        | Nord-Est        |
|      | Rai 3 TGR Umbria                  | 3, 814 | 314     | No  | No        | Si        | Centro          |
|      | Rai 3 TGR Valle d'Aosta           | 3, 801 | 301     | No  | No        | Si        | Nord-Ovest      |
|      | Rai 3 Vd'A                        |        |         | No  | No        | Si        | Nord-Ovest      |
|      | Rai 3 TGR Veneto                  | 3, 805 | 305     | No  | No        | Si        | Nord-Est        |

## Palinsesto attuale

### Programmi televisivi

#### Eventi
- Telethon (dal 1990, anche su Rai 1 e Rai 2)
- Concerto del Primo Maggio (1991-1993, 1995, dal 1999, prima su Rai 1 e Rai 2)
- Premio Strega (dal 2014, prima su Rai 1)
- Notte della Taranta (dal 2024, prima su Rai 1 e Rai 5)

#### Informazione
- TG3 (dal 1979)
- TGR (dal 1979 - il nome varia in base alla regione)
- Tribuna elettorale (dal 1981)
- Appuntamento al cinema (dal 1981, in onda anche sulle altre reti Rai)
- Un giorno in pretura (dal 1988)
- Chi l'ha visto? (dal 1989)
- Mi manda Raitre (dal 1990)
- TGR Leonardo (dal 1992)
- TG Parlamento (dal 1993, anche su Rai 1 e Rai 2)
- Report (dal 1994)
- In mezz'ora (dal 2005)
- TV Talk (dal 2005)
- Amore criminale (dal 2007)
- Buongiorno Regione (dal 2009)
- TG3 Linea Notte (dal 2008)
- Presa diretta (dal 2009)
- Buongiorno Italia (dal 2010)
- Agorà (dal 2010)
- TGR Piazza Affari (dal 2011)
- Agorà Estate (dal 2016)
- Indovina chi viene a cena (dal 2016)
- Spaziolibero (dal 2019, prima su Rai 2 e Rai 1)
- Il fattore umano (dal 2021)
- Detectives. Casi risolti e irrisolti (dal 2021)
- Eccellenze italiane (dal 2021)
- Dilemmi (dal 2022)
- Punto Europa (dal 2022, prima su Rai 2)
- Filorosso Revolution (dal 2022)
- Il cavallo e la torre (dal 2022)
- FarWest (dal 2023)
- La confessione (dal 2024, prima su Nove)
- A casa di Maria Latella (dal 2024)
- Lo stato delle cose (dal 2024)
- Magistrati (dal 2024)
- Genitori, che fare? (dal 2024)

#### Factual
- Le ragazze (dal 2016)
- Dottori in corsia (dal 2018)
- Illuminate (dal 2018)
- Che ci faccio qui (dal 2019)
- Fame d'amore (dal 2020)
- O anche no (dal 2022, prima su Rai 2)
- Ribelli (dal 2022)
- L'avversario - L'altra faccia del campione (dal 2023)

#### Divulgazione
- Geo (dal 1984)
- Ritratti (dal 1995)
- Elisir (1996-2017, dal 2020)
- Kilimangiaro (dal 1998)
- La storia siamo noi (dal 2002)
- Estovest (dal 2003)
- Passato e presente (dal 2013)
- Quante storie (dal 2016)
- Sapiens - Un solo pianeta (dal 2019)
- Generazione bellezza (dal 2020)
- Quinta dimensione - Il futuro è già qui (dal 2022)
- Il provinciale (dal 2023)

#### Intrattenimento
- Via dei Matti nº0 (dal 2021)
- Splendida cornice (dal 2023)
- Riserva indiana (dal 2024)

#### Religione
- Sorgente di vita (dal 2022, prima su Rai 2)
- Protestantesimo (dal 2022, prima su Rai 2)
- Sulla via di Damasco (dal 2022, prima su Rai 2)

#### Montaggio
- Fuori orario. Cose (mai) viste (dal 1988)
- Blob (dal 1989)
- La Notte Degli Anime (programma dedicato agli anime giapponesi e i cartoni animati italiani e alle schegge televisive)

### Soap opera
- Un posto al sole (dal 1996)

### Serie TV
- Hudson & Rex

## Annunciatrici
Inizialmente la terza rete non prevedeva la partecipazione delle annunciatrici storiche Rai (le cosiddette signorine buonasera). Nel 1979 a inaugurare le trasmissioni fu una studentessa quindicenne italo-argentina, Fabiana Udenio, che salutò con familiarissimo «ciao» i telespettatori della neonata emittente. Dal 1980 furono coinvolte invece le annunciatrici degli altri due canali che, dal 1989 al 2000, apparivano in bianco e nero fra grandi virgolette di colore rosso poste in sovraimpressione ai due angoli dello schermo.
Dal 21 settembre 2003, agli annunci del canale sono poi avvicendate Giorgia Würth (fino al 7 novembre 2008) e Alessia Patacconi (fino a giugno 2013). In merito al licenziamento di Patacconi da parte della Rai, in data 12 marzo 2016 il giudice Pangia del tribunale del lavoro di Roma ha ordinato la sua reintegrazione per illegittimo licenziamento; nell'agosto 2016 Patacconi è stata reintegrata in qualità di annunciatrice. Saltuariamente, nel 2014 e nel 2016, alcuni annunci sono stati effettuati da Alessandra Canale, la quale torna ad annunciare sulla terza rete dopo 10 anni di assenza (è stata annunciatrice per le 3 reti Rai dal 1984 al 2004, mentre dal 2010 al 2017 è stata annunciatrice solo per Rai2).
Dal 10 novembre 2008 si aggiunge anche Sarita Agnes Rossi affiancata, a partire dal 7 agosto 2013, da Dalila Pasquariello, entrambe attive fino al 30 maggio 2016, giorno in cui la Rai decide di rinunciare alla figura della signorina buonasera dopo 62 anni.

### Orari degli annunci
Dal lunedì al venerdì gli annunci andavano in onda alle 15:00 dopo TGR Leonardo. Quelli dei programmi dal lunedì al venerdì mattina venivano anticipati la notte, prima di Fuori orario. Cose (mai) viste. Il sabato e la domenica gli annunci del pomeriggio e della serata venivano anticipati la mattina.
Agli annunci giornalieri si aggiungevano quelli promozionali. Su quelli giornalieri le annunciatrici erano sedute su uno sgabello a gambe accavallate, oppure in piedi a mezzobusto. In quelli promozionali, oppure per annunciare le dirette televisive, le annunciatrici erano solo in piedi a mezzobusto.
Dal 10 dicembre 2007 gli annunci si articolavano su uno sfondo verde con il logo di Rai 3 e con un jingle in sottofondo. Tale grafica subì alcune modifiche il 30 novembre 2010, in particolare nello sfondo, formata da quadrati verdi simili a quelli della grafica promo, e nella parte inferiore alla quale fu aggiornato il logo con quello in uso dal 18 maggio dello stesso anno.
Dal 29 maggio all'12 settembre 2016, dopo la cancellazione della figura delle annunciatrici, sono andate in onda delle grafiche riepilogative che, pur se in onda saltuariamente, mantennero gli stessi orari degli annunci. Queste grafiche, dal 12 settembre 2016, vanno in onda alle 8:00, alle 11:55 e alle 18:50.
Dal 1º gennaio 2023 i rulli grafici sono stati ridotti per durata e privati della voce fuori campo delle annunciatrici della Rai.

## Orari delle trasmissioni
Durante i primi anni di trasmissione, fino al settembre 1982, la Terza Rete iniziava le trasmissioni tra le 18:30 e le 19 circa per terminarle intorno alle 22:30.
Nel corso degli anni '80, la durata delle trasmissioni andò sempre di più allungandosi, tanto che, sul finire del decennio, l'inizio delle trasmissioni fu oscillato tra le 10:00 e le 13:00. Dal 4 ottobre 1983 fino all'estate 1991 l'orario di inizio trasmissioni fu confermato alle ore 14:00 (per quanto riguarda i giorni feriali, festivi ed estivi le trasmissioni riprendevano alle 16:00); tra il 1982 e il 1985 l'orario di fine trasmissioni venne oscillato tra le 23:00 e l'1:00, ma dal 28 gennaio 1986 esso venne confermato per l'1:00.
Solo a partire dal 1990, Rai 3 iniziò a trasmettere al mattino tra le 7:00 e le 10:00. L'orario di fine trasmissioni venne posticipato fino alle 2:00 circa. Nel 1991 l'orario di apertura delle trasmissioni venne confermato alle 7:00.
Dal 20 dicembre 1991, Rai 3 ha iniziato a trasmettere 24 ore su 24. Dal 2000 la rete, inizialmente solo tra le 6:00 e le 8:00 del mattino, trasmette il segnale del canale all-news Rai News 24; dagli anni 2010, viene trasmesso anche in orario notturno, generalmente verso le 2:00.
Fino al 24 giugno 2012 Rai 3 interrompeva le trasmissioni il terzo venerdì notte del mese con una pausa notturna dalle 4:30 alle 7:00 circa, spazio di tempo in cui veniva proposto un monoscopio di tipo Philips PM5544. Lo stesso sistema vigeva anche per Rai 1 il primo martedì del mese e per Rai 2 il secondo martedì del mese.

## Ascolti

### Share mensile di Rai 3
Giorno medio mensile su target individui 4+.
| Anno | Gen   | Feb   | Mar   | Apr   | Mag   | Giu   | Lug   | Ago   | Set   | Ott   | Nov   | Dic   | Media anno |
| ---- | ----- | ----- | ----- | ----- | ----- | ----- | ----- | ----- | ----- | ----- | ----- | ----- | ---------- |
| 2009 | 9,19% | 8,49% | 8,75% | 8,88% | 9,63% | 9,15% | 9,46% | 8,32% | 8,46% | 9,13% | 8,86% | 8,97% | 8,96%      |
| 2010 | 8,48% | 7,85% | 8,07% | 7,94% | 9,05% | 8,26% | 8,41% | 8,07% | 7,75% | 8,81% | 9,79% | 9,11% | 8,46%      |
| 2011 | 8,75% | 8,42% | 8,68% | 8,09% | 9,14% | 9,11% | 8,17% | 7,35% | 7,81% | 8,86% | 8,98% | 8,58% | 8,49%      |
| 2012 | 8,29% | 7,96% | 7,85% | 7,79% | 7,89% | 7,19% | 7,07% | 6,20% | 6,70% | 7,92% | 8,21% | 8,05% | 7,65%      |
| 2013 | 7,54% | 7,63% | 8,25% | 8,06% | 8,17% | 7,26% | 6,52% | 5,67% | 6,12% | 7,25% | 7,54% | 7,31% | 7,35%      |
| 2014 | 7,16% | 7,02% | 6,87% | 6,77% | 7,08% | 6,23% | 6,12% | 5,54% | 5,78% | 6,77% | 7,26% | 7,18% | 6,71%      |
| 2015 | 7,15% | 6,91% | 6,80% | 6,38% | 7,00% | 6,57% | 6,01% | 5,46% | 5,67% | 6,84% | 7,28% | 7,06% | 6,62%      |
| 2016 | 6,81% | 6,75% | 6,61% | 6,74% | 6,78% | 6,13% | 5,76% | 4,83% | 5,55% | 6,84% | 7,27% | 7,06% | 6,47%      |
| 2017 | 7,03% | 6,53% | 6,59% | 6,48% | 6,21% | 5,97% | 6,05% | 5,16% | 5,54% | 6,21% | 6,75% | 6,83% | 6,32%      |
| 2018 | 6,74% | 6,63% | 6,96% | 6,53% | 6,54% | 6,35% | 6,32% | 5,80% | 6,12% | 6,92% | 7,53% | 7,51% | 6,69%      |
| 2019 | 7,50% | 6,91% | 7,06% | 6,89% | 6,51% | 6,45% | 6,12% | 5,91% | 6,02% | 6,67% | 7,34% | 7,28% | 6,77%      |
| 2020 | 6,97% | 6,78% | 7,15% | 6,96% | 6,89% | 6,45% | 5,80% | 5,97% | 6,33% | 7,34% | 7,95% | 7,64% | 6,85%      |
| 2021 | 7,70% | 7,53% | 7,35% | 7,65% | 7,53% | 6,62% | 6,06% | 6,03% | 6,47% | 7,18% | 7,66% | 7,52% | 7,17%      |
| 2022 | 7,30% | 7,13% | 6,45% | 6,12% | 6,50% | 6,74% | 6,41% | 6,18% | 6,25% | 7,04% | 7,84% | 7,64% | 6,92%      |
| 2023 | 7,47% | 7,02% | 7,31% | 7,02% | 7,10% | 6,59% | 5,95% | 5,89% | 6,07% | 6,70% | 6,79% | 6,91% | 6,78%      |
| 2024 | 6,79% | 6,50% | 6,44% | 6,47% | 6,42% | 6,54% | 5,77% | 5,55% | 5,97% | 6,57% | 6,68% | 6,73% | 6,40%      |
| 2025 | 6,63% | 6,40% | 6,56% | 6,28% | 6,07% | 6,32% |       |       |       |       |       |       |            |

## Direttori
| Nome               | Periodo                              |
| ------------------ | ------------------------------------ |
| Giuseppe Rossini   | 15 dicembre 1979 – 5 aprile 1987     |
| Angelo Guglielmi   | 6 aprile 1987 – 10 novembre 1994     |
| Luigi Locatelli    | 11 novembre 1994 – 14 agosto 1996    |
| Giovanni Minoli    | 15 agosto 1996 – 31 maggio 1998      |
| Francesco Pinto    | 1º giugno 1998 – 18 giugno 2000      |
| Giuseppe Cereda    | 19 giugno 2000 – 5 maggio 2002       |
| Paolo Ruffini      | 6 maggio 2002 – 24 novembre 2009     |
| Paolo Ruffini      | 18 giugno 2010 – 27 settembre 2011   |
| Antonio Di Bella   | 25 novembre 2009 – 17 giugno 2010    |
| Antonio Di Bella   | 28 settembre 2011 – 28 novembre 2012 |
| Andrea Vianello    | 29 novembre 2012 – 17 febbraio 2016  |
| Daria Bignardi     | 18 febbraio 2016 – 26 luglio 2017    |
| Stefano Coletta    | 27 luglio 2017 – 14 gennaio 2020     |
| Silvia Calandrelli | 15 gennaio – 14 maggio 2020          |
| Franco Di Mare     | 15 maggio 2020 – 5 giugno 2022       |

Da giugno 2022, nell'ambito di una riorganizzazione dirigenziale della Rai, sono state abolite le direzioni di rete in favore di quelle di genere.

## Loghi

15 dicembre 1979 - 2 ottobre 1983
3 ottobre 1983 - 25 settembre 1988
26 settembre 1988 - 22 ottobre 2000
23 ottobre 2000 - 17 maggio 2010
18 maggio 2010 - 11 settembre 2016
In uso dal 12 settembre 2016
logo precedente della versione HD fino al 11 settembre 2016
logo attualmente in uso della versione HD dall 12 settembre 2016